# Porta Calcesana
La Porta Calcesana è una delle antiche porte delle mura di Pisa situata nella trafficatissima via Garibaldi. Il nome deriva dal fatto che da qui partiva la strada che portava a Calci.

## Storia e descrizione
La porta venne costruita nel 1170 insieme al resto delle mura urbane. Nel tempo venne chiusa, ma nel 1916 venne riaperta per questioni di viabilità.
Nel 2014 è stata restaurata insieme all'intero tratto delle mura.
Viene talvolta erroneamente chiamata Porta Garibaldi a causa del cambio di nome del tratto di strada su cui si trova.

## Descrizione

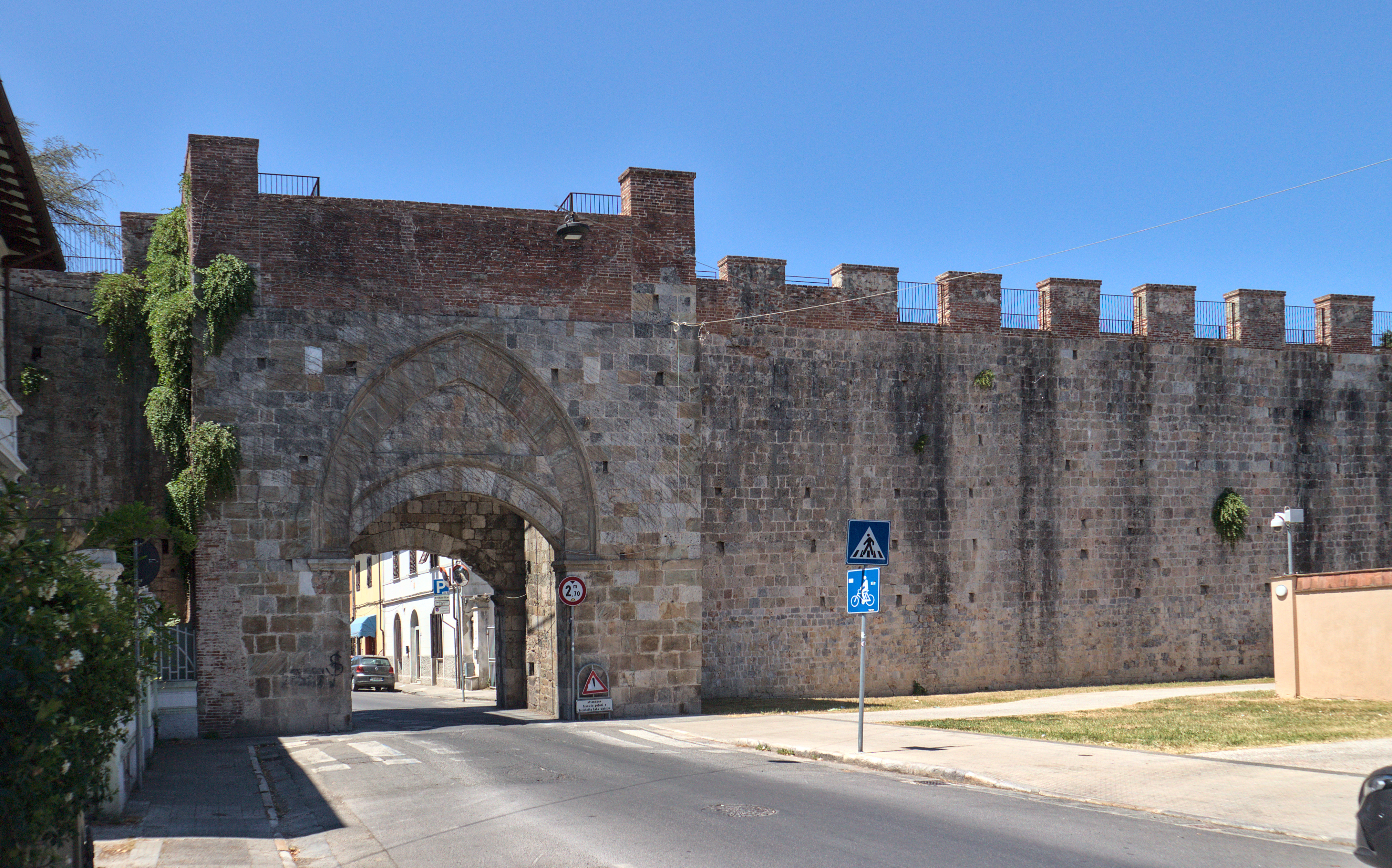
Lato esterno

La porta si presenta con sovrastrutture a duplice arco a sesto acuto.
È tuttora possibile vedere sul lato esterno due stemmi: uno di Calci e l'altro della capitanía del Pié di Monte.
Addossate alla struttura, che si trova ormai nel centro della città, sono presenti alcune abitazioni private, mentre proseguendo su via Garibaldi verso il fiume, sulla sinistra, si incontrano i resti della chiesa di San Marco in Calcesana.